# Dům čp. 217 (Štramberk)
Dům čp. 217 stojí na ulici Dolní ve Štramberku v okrese Nový Jičín. Roubený dům byl postaven na konci 18. století. Byl zapsán do Ústředního seznamu kulturních památek ČR před rokem 1988 a je součástí městské památkové rezervace.

## Historie
Podle urbáře z roku 1558 bylo na náměstí postaveno původně 22 domů s dřevěným podloubím, kterým bylo přiznáno šenkovní právo, a sedm usedlých na předměstí. Uprostřed náměstí stál pivovar. V roce 1614 je uváděno 28 hospodářů, fara, kostel, škola a za hradbami 19 domů. Za panování jezuitů bylo v roce 1656 uváděno 53 domů. První zděný dům čp. 10 byl postaven na náměstí v roce 1799. V roce 1855 postihl Štramberk požár, při němž shořelo na 40 domů a dvě stodoly. V třicátých letech 19. století stálo nedaleko náměstí ještě dvanáct dřevěných domů.
Původní roubený dům čp. 217 byl postaven na konci 18. století. Na konci 20. století byl rekonstruován, při čemž došlo k výměně většího množství původních dřevěných prvků. Objekt je příkladem původní předměstské zástavby ve Štramberku.

## Stavební podoba
Dům je přízemní roubená stavba na obdélném půdorysu, je orientován štítovou stranou k ulici. Dispozice je trojdílná se síní, jizbou a komorou. Stavba je roubená z přitesaných kuláčů. Je postavena na omítané kamenné podezdívce, která vyrovnává svahovou nerovnost, je podsklepena s vchodem na severní straně z ulice Dolní. Štítové průčelí v části obrácené do ulice je dvouosé s kaslíkovými okny. Štít je trojúhelníkový svisle bedněný s dvojicí oken, s kabřincem ve vrcholu a podlomenicí v patě štítu. V pravé okapové stěně je zakomponována zděná zeď vnitřní pece. V levé okapové straně je vchod. Střecha je sedlová.